# Emeritus hoogleraar
Een emeritus hoogleraar is een hoogleraar die met emeritaat is gegaan.
Veel hoogleraren blijven ook na hun pensioen wel actief in hun vakgebied, en ze blijven vaak ook verbonden aan hun universiteit, vaak in de vorm van een nulaanstelling of gasthoogleraarschap. Gewoonlijk verrichten emeriti dan geen beheers- of bestuurstaken meer, en vaak geven ze ook geen onderwijs meer. Emeriti blijven vaak actief bezig met wetenschappelijk onderzoek, bezoeken congressen en treden op als promotor.
Een Nederlandse hoogleraar gaat met emeritaat als eervol ontslag is verleend. Dit geldt niet voor een hoogleraar van wie het hoogleraarschap om andere dan de in de wet vermelde redenen na een al dan niet tijdelijke aanstelling is geëindigd. Een dienstverband van een hoogleraar (net als elke andere universitaire medewerker) wordt beëindigd "in ieder geval met ingang van de dag waarop de werknemer de AOW-gerechtigde leeftijd bereikt." (CAO Nederlandse Universiteiten, Artikel 8.4.7) Er wordt haar of hem door de werkgever een schriftelijk besluit van het ontslag gestuurd (CAO Nederlandse Universiteiten, Artikel 8.1.1). 
Vervolgens geldt dan nog vijf jaar lang het ius promovendi: "Eervol ontslagen hoogleraren behouden nog gedurende vijf jaren na hun ontslag het recht als promotor op te treden." Dat is het recht voor hoogleraren om ook na het emeritaat op te treden als promotor, waarbij ze promovendi begeleiden bij het schrijven van hun proefschrift en de promotie-plechtigheid voorzitten.
Een gewoon hoogleraar met emeritaat blijft gerechtigd de titel 'professor' te voeren. Gebruikelijk is evenwel om zich 'emeritus professor' (em. prof. of prof. em.) te noemen.